# ITunes Originals-The Cardigans
La banda sueca The Cardigans edita el 26 d'abril de 2005 un àlbum especial. Es tracta d'un CD recopilatori només disponible a iTunes Music Store que inclou 15 dels seus grans èxits (alguns són versions per iTunes), així com tota una sèrie de comentaris dels seus membres intercalats entre les cançons.

## Llista de cançons
1. Nina Persson - iTunes Originals
2. The Cardigans - Erase/Rewind
3. Magnus Sveningsson & Peter Svensson - When We Started
4. The Cardigans - After All...
5. Magnus Sveningson, Nina Persson & Peter Svensson - The Swede Smell of Success
6. The Cardigans - Lovefool (Radio Edit)
7. Nina Persson & Peter Svensson - Why We Covered Black Sabbath
8. The Cardigans - Sabbath Bloody Sabbath
9. The Cardigans - Tomorrow
10. Peter Svensson - Moving from Gran Turismo to Long Gone Before Daylight
11. The Cardigans - My Favourite Game (iTunes Originals Version)
12. Nina Persson & Peter Svensson - The Way We Write (cmt)
13. The Cardigans - You're the Storm (iTunes Originals Version)
14. Magnus Sveningsson & Peter Svensson - Magnus' Favorite Song
15. The Cardigans - 03.45: No Sleep
16. The Cardigans - For What It's Worth (iTunes Originals Version)
17. Bengt Lagerberg, Nina Persson & Peter Svensson - Bengt & Peter's Favorite Song
18. The Cardigans - Couldn't Care Less
19. The Cardigans - Please Sister (iTunes Originals Version)
20. Lasse Johansson & Magnus Sveningsson - Lasse's Favorite Song
21. The Cardigans - Live and Learn
22. The Cardigans - Communication (iTunes Originals Version)
23. Bengt Lagerberg & Peter Svensson - Nina's Favorite Song
24. The Cardigans - And Then You Kissed Me